# Похвальна медаль (США)

Літера «V» на стрічку Похвальної медалі, що вручається за прояву героїзму на полі бою з противником

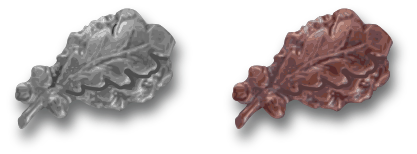
Срібне та бронзове дубове листя до Похвальної медалі

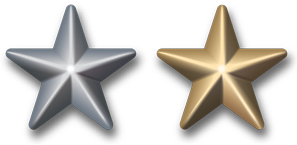
Зірка 5/16 дюйма срібна та золота до Похвальної медалі

Похва́льна меда́ль (США) (англ. Commendation Medal) — військова нагорода, відомча медаль військових міністерств США для заохочення військовослужбовців різних видів Збройних сил країни, які продемонстрували героїчні вчинки або відзначилися по службі. Критерії нагородження медаллю за прояву героїзму на полі бою з противником трохи нижче ніж для нагородження Бронзовою Зіркою, і на нагороду кріпиться літера «V». Кожний вид збройних сил Сполучених Штатів має власний дизайн нагороди, а для військовиків міжвидових об'єднаних штабів та сил існує окрема версія медалі, яка присвоюється міністерством оборони країни.
Похвальна медаль споконвічно була заснована як почесна нашивка і вперше прийнята в нагородній системі американського флоту та Берегової охорони в 1943 році. У 1945 така нагорода введена в армійській нагородній системі, а в 1949 у ВМС, Береговій охороні та армії похвальні стрічки були перейменовані на Похвальні стрічки з металевою підвіскою (англ. Commendation Ribbon with Metal Pendant). Врешті-решт у 1960 році нагорода була авторизована, як повноцінна медаль.
Додаткове нагородження Похвальною медаллю в армії та у ПС країни позначається кластерами бронзового та срібного дубового листя, що кріпиться на стрічку медалі. У ВМС, у Корпусі морської піхоти та Береговій охороні повторні нагородження позначаються золотими та срібними зірками 5/16 дюйма. Для Берегової охорони також існує окрема позначка-кластер у вигляді літери «O», яка присвоюється, як відзнака за окрему операцію.
Нагорода носиться у встановленому порядку після Бронзової Зірки та перед медаллю військовополоненого та усіма нагородами за військові кампанії. Також кожен вид має власну медаль за досягнення, яка іде за Похвальною медаллю.

## Галерея
| Похвальні медалі різних видів Збройних сил США | Похвальні медалі різних видів Збройних сил США | Похвальні медалі різних видів Збройних сил США  | Похвальні медалі різних видів Збройних сил США | Похвальні медалі різних видів Збройних сил США |
| Похвальна медаль об'єднаних штабів та сил      | Похвальна медаль армії                         | Похвальна медаль ВМС та Корпусу морської піхоти | Похвальна медаль ПС                            | Похвальна медаль Берегової охорони             |
| ---------------------------------------------- | ---------------------------------------------- | ----------------------------------------------- | ---------------------------------------------- | ---------------------------------------------- |
|                                                |                                                |                                                 |                                                |                                                |
|                                                |                                                |                                                 |                                                |                                                |